# La Terre d'Alvargonzález
La Terre d'Alvargonzález est le titre d'un long poème en forme de romance, d'Antonio Machado. Paru pour la première fois en 1912 dans le recueil de poèmes Champs de Castille, il est révisé par l'auteur et publié dans un livret séparé en 1933.

## Origine et versions
La Terre d'Alvargonzález longue romance de 712 vers, dont la version définitive peut être considérée comme celle parue dans les Poesías Completas de 1917, est l'une des œuvres poétiques les plus ambitieuses d'Antonio Machado et l'une de ses plus longues gestations.

« Le romance  me parut la suprême expression de la poésie et je voulus écrire un nouveau Romancero. C’est à cette intention que répond La Terre d'Alvargonzález. J’étais très loin de prétendre ressusciter le genre dans son sens traditionnel. (...) Mes romances n’émanent pas des gestes héroïques, mais du peuple que les a composés et de la terre où on les a chantés ; mes romances s’attachent à l’élémentaire humain, aux champs de Castille et au livre premier de Moïse appelé Genèse »

— Antonio Machado
Dans son étude biographique documentée sur Antonio Machado, Ian Gibson rapporte que le poète, qui aimait constamment réviser et réécrire ses poèmes, a dû écrire de nombreuses pages, dont seulement une quinzaine de manuscrits sont conservés dans les archives de Burgos. Bien qu'ils ne soient pas datés, Gibson et d'autres critiques pensent qu'ils ont été écrits à l'automne 1910. Une copie manuscrite de la version publiée dans La Lectura en avril 1912, curieusement sous-titrée « Romance de ciego », est également conservée. Ces manuscrits ou brouillons montrent quelques aspects intéressants de la construction du long poème, comme l'hésitation entre l'alexandrin et le vers octosyllabique, une métrique plus romantique qui finit par s'imposer dans l'ensemble de l'œuvre.
Le poème parait pour la première fois en 1912 dans le recueil de poèmes Champs de Castille, il est révisé par l'auteur et publié dans un livret séparé en 1933, édité à Madrid par l'imprimeur de Malaga  Manuel Altolaguirre, avec un dessin du scénographe Santiago Ontañón illustrant la couverture.

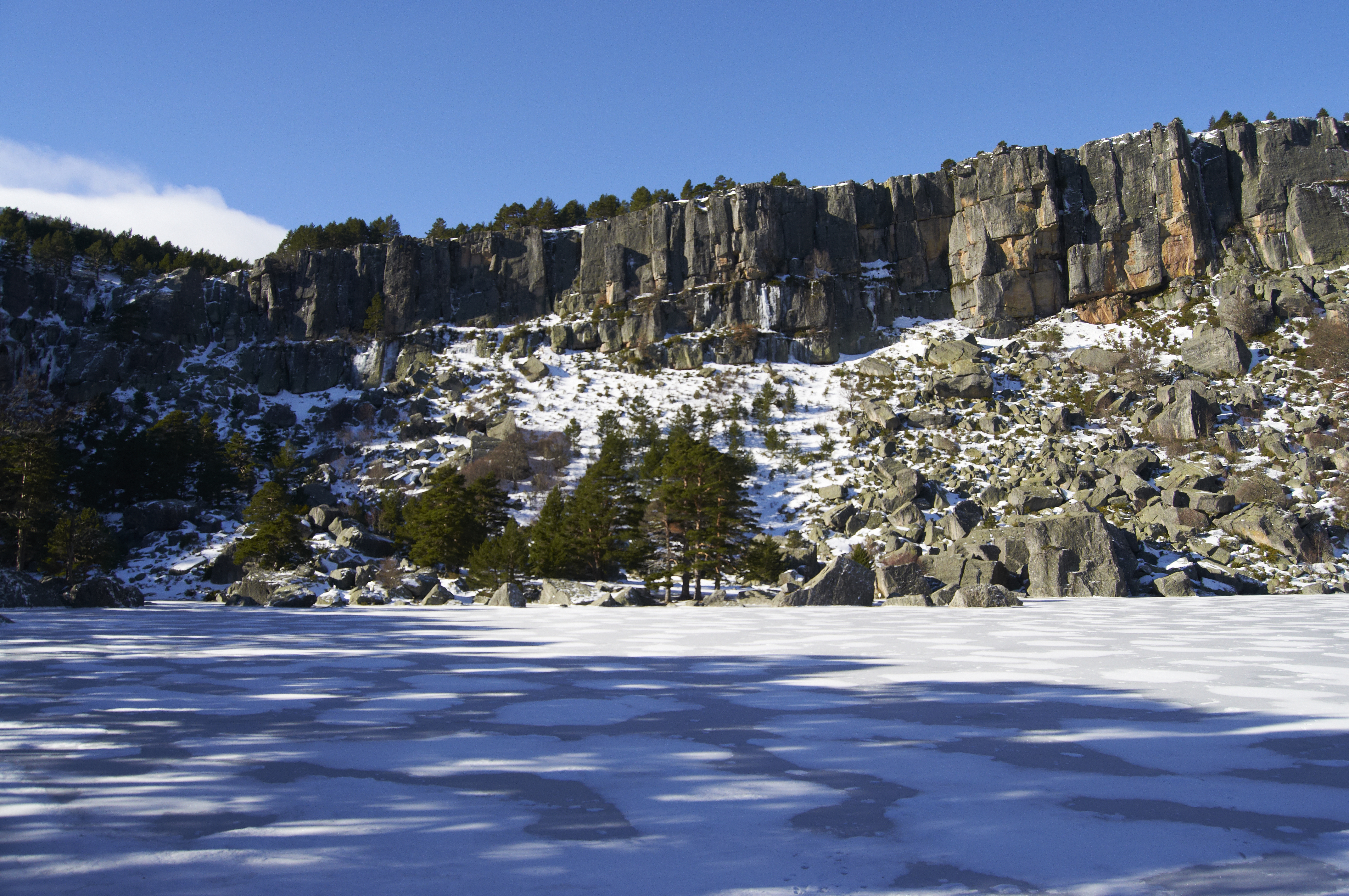
Vue partielle de la Laguna Negra dans les Pics d'Urbión.

Pour ce qui est de l'origine de l'histoire, le poète lui-même parle à plusieurs reprises de l'excursion aux sources du Douro avec quelques amis de son cercle à Soria en septembre 1910. Selon la version en prose de Machado, la légende d'Alvargonzález lui est révélée par un paysan lors d'un voyage à cheval entre  Cidones et Vinuesa : « Par ce chemin, me dit le paysan en me montrant la droite, on va sur les terres d'Alvargonzález ; des champs maudits aujourd'hui ; les meilleurs, jadis, de cette région ». Toutes les études coïncident, avec de légères variations locales, pour situer l'histoire, en réalité un ensemble de plusieurs crimes obscurs, entre les environs de la Laguna Negra de Urbión et les villages de Duruelo et Covaleda,

### Un conte-légende
Le romance de La Terre d'Alvargonzález est également adaptée par Antonio Machado  sous forme de conte-légende, et publiée à Paris en janvier 1912, dans le numéro 9 de Mondial Magazine, la revue de Rubén Darío, avec plusieurs illustrations signées par Daniel Vázquez Díaz,,,.

## Adaptations dramatiques
Le théâtre universitaire La Barraca adopte le poème en pièce de théâtre. Le livret, sous la forme d'un livret théâtral de 15,5 x 21 cm, compte 16 pages. Sur la quatrième de couverture est écrit en lettres capitales cet avis : « Homenaje del teatro universitario La Barraca,  al gran poeta español don Antonio Machado » (« Hommage du théâtre universitaire La Barraca, au  grand poète espagnol Don Antonio Machado »). Le poème, sous la forme d'un monologue dramatisé, fait partie du répertoire de cette troupe de théâtre itinérant, et était distribué au public à la fin des représentations de la pièce. Il existe encore des exemples de livrets imprimés en différentes couleurs (vert, jaune, rose, bleu),. La version de La Barraca, dans une tonalité mélodramatique, était destinée aux cómicos de la legua, nom donné pendant le Siècle d'or espagnol aux comédiens nomades qui se présentait seul ou en petites troupes en campagne.
Le romance, aussi bien dans sa version en vers que dans l'adaptation en prose, fait l'objet de très diverses adaptations dramatiques tout au long de la deuxième moitié du XXe siècle et début du XXIe siècle. La version de Jeannine Mestre pour le Centre Dramatique National a été ainsi représentée au Théâtre María Guerrero de Madrid, pendant la saison 2008-2009.

## Éditions françaises
- La tierra de Alvargonzalez = La terre d'Alvargonzalez / Antonio Machado (trad. Josette et Georges Colomer), Villemomble, Imprimerie Graphic éclair, 1985, 163 p. (ISBN 2-9500-6970-3)
- La Terre d'Alvargonzález (trad. Bernard Sesé et Sylvie Sesé-Léger, ill. Annie Warnier) (Tirage limité à 150 exemplaires sur papier vélin de Rives), Paris, Michèle Broutta éditeur, 1986, 1 coffret (16 feuillets mobiles) (OCLC 492592877)